# Tage Olihn
David Tage Olihn, född 5 november 1908 i Ronneby församling i Blekinge län, död 16 april 1996 i Söndrums församling i Hallands län, var en svensk militär.

## Biografi
Olihn avlade officersexamen vid Krigsskolan 1930 och utnämndes samma år till fänrik vid Hallands regemente, där han befordrades till underlöjtnant 1932 och till löjtnant 1934. Han gick Allmänna artillerikursen vid Artilleri- och ingenjörhögskolan 1932–1934 och studerade vid Krigshögskolan 1938–1940. År 1940 var han förste bataljonsadjutant i Svenska frivilligkåren i finska vinterkriget. Han utnämndes till kapten vid Hallands regemente 1941, var lärare i krigskonst (strategi) vid Artilleri- och ingenjörhögskolan 1942–1945, var generalstabsofficer 1943–1946, var chef för kejserliga gardets kadettskola i Etiopien 1946–1949 och befordrades till major 1948. Han tjänstgjorde vid Svea livgarde 1949–1950, var chef för Utbildningsavdelningen vid Arméstaben 1950–1953, befordrades till överstelöjtnant 1952, studerade vid Försvarshögskolan 1953, var försvarsattaché vid ambassaderna i Washington och Ottawa 1954–1956 och befordrades till överste 1955. Åren 1956–1959 tjänstgjorde han åter i Etiopien som chef för försvarsstaben. Därefter var han chef för Hallands regemente 1959–1960 och pansarinspektör vid Arméstaben 1960–1963. År 1963 befordrades han till generalmajor, varefter han 1963–1966 var befälhavare för I. militärområdet och 1966–1973 befälhavare för Nedre Norrlands militärområde. År 1973 inträdde Olihn som generallöjtnant i reserven.
Olihn var hedersledamot av Lunds Akademiska Officerssällskap.[källa behövs]

## Utmärkelser
- Riddare av Svärdsorden, 1949.[9]
- Legionär av Legion of Merit, 25 maj 1956.[10]
- Riddare av Vasaorden, 1954.[11]
- Kommendör av första klass av Svärdsorden, 6 juni 1962.[12]
- Kommendör med stora korset av Svärdsorden, 6 juni 1970.[13]
- GMbg, KEMenO, KEtSO, RDDO1gr, OffFrSvSO, RNS:tOO1kl, RAmLegMer, FFrK4klmsv.[2]